# كيت غوردون
كيت غوردون (بالإنجليزية: Kate Gordon)‏ هي كاتِبة أمريكية، ولدت في 19 مارس 1973 في بوفالو في الولايات المتحدة.